# Kuppanhalli, Bangarapet
Kuppanhalli là một làng thuộc tehsil Bangarapet, huyện Kolar, bang Karnataka, Ấn Độ.